# François Vatel
François Vatel (Paris, 1631 – Chantilly, 24 de abril de 1671), foi um  célebre cozinheiro e maître d'hôtel francês, a quem foi atribuída a invenção do creme de chantilly.
Nascido em 1631 em Paris, no seio de uma família humilde, original de Zurique, o seu nome era Fritz-Karl Watel — o qual foi galicizado (ou seja, passado para o francês) só após a sua morte pela Marquesa de Sévigné. Com 15 anos começou a aprendizagem de confeiteiro com Jehan Heverard, o padrinho do seu irmão. Chegou à corte aos 22 anos, admitido como auxiliar do cozinheiro de Nicolas Fouquet, Superintendente do Tesouro da França e homem mais rico nessa época. Talentoso, ativo, organizado e extremamente ambicioso, Vatel em pouco tempo tomou o lugar de maître d'hôtel do Château de Vaux-le-Vicomte — um ofício cujas obrigações englobavam o controlo das cozinhas, das compras dos alimentos, de todos os utensílios, como louças, talheres, peças de ouro e prata, luminárias, fornecedores etc.
Ele tinha um único objetivo: provar a Luís XIV, o Rei-Sol, que era melhor que o mestre da cozinha real. Numa das primeiras tentativas, no dia 17 de Agosto de 1661, Vatel organizou uma festa de grande esplendor para inaugurar o fim dos trabalhos no castelo de Vaux-le-Vicomte e recebeu uma pequena multidão de 600 convidados da corte, a rainha mãe, Ana de Áustria e o soberano. Nos espectáculos utilizou as mais avançadas técnicas da época, com representações de peças de teatro, entre as quais Les Fâcheux (Os Importunos), o primeiro comédia-ballet de Molière, com música de Lully, e fogos de artifício. Para o banquete Vatel criou um creme de nata batida, doce e perfumada com baunilha.
Essa grandiosa festa deixou Luis XIV ainda mais invejoso e suspeitoso e não trouxe sorte nenhuma a Fouquet. Três semanas depois, a 5 de Setembro de 1661, o rei ordenou que Fouquet fosse preso sob a acusação de conspiração. Vatel esboçou uma revolta, mas foi solenemente ignorado pelos guardas. Antes que a ira real recaísse sobre ele também, se exilou na Inglaterra.
No mesmo ano daquela memorável festa e da desgraça de Fouquet, o rei decidiu-se por igualmente construir algo espantoso: o palácio de Versalhes, e convocou os mesmos técnicos e artistas responsáveis pelas belezas do Vaux-le-Vicomte, tais como Le Vau e Le Brun. De alguma forma a inveja que ele sentira de Fouquet serviu de emulação para que Luís viesse a se consagrar como o Rei-Sol, habitando um palácio cujo esplendor jamais fora visto na Europa. Na nova morada do rei, a corte veria festas que "a fariam esquecer a de Vaux-le-Vicomte".
François Vatel voltou para a França dois anos depois e foi trabalhar como extraordinário "Mestre dos Prazeres e das Festividades" para Luís, Grande Condé, no Château de Chantilly e là, Vatel batizou o seu creme com o nome do lugar.

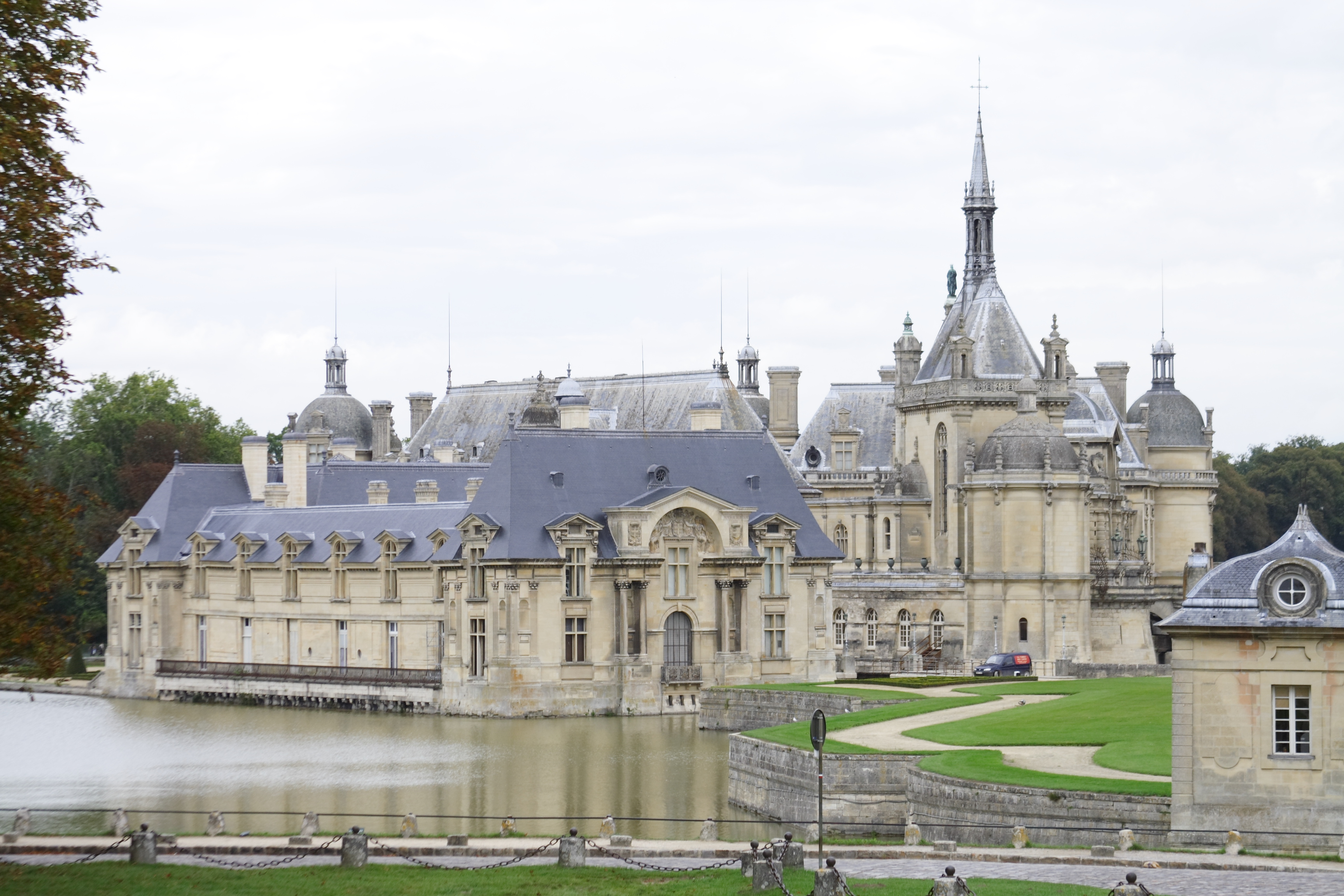
Château de Chantilly

Em abril de 1671, a França está prestes a enviar suas tropas contra a Holanda, e o príncipe de Condé, em desgraça do rei depois da sua participação na Fronda, via na guerra um modo de recuperar suas finanças e seu prestígio — ele pretendia comandar o exército francês. O Grande Condé encarrega então Vatel da maior tarefa de sua vida: promover três dias e três noites de festividades no castelo de Chantilly — serão convidados a passar um fim de semana de caça o rei Luís XIV e toda a nobreza com 3.000 pessoas.
No 21 abril 1671 desfrutaram, com muita pompa e sumptuosidade, os espetáculos organizados por Vatel. Tudo correu muito bem até que, no jantar da ultima noite, não havia assados para todas as mesas. Estressado pelo erro de cálculo, Vatel passou a noite em claro esperando os peixes para o dia seguinte, a Sexta-Feira Santa. Ao perceber que a encomenda não seria entregue, assim a versão oficial, Vatel suicidou-se em virtude do atraso do peixe, que ameaçou o sucesso de um dos jantares oferecidos à sua Majestade.
Numa outra versão, Vatel estava frustrado e decepcionado com a realeza que o tratara como um mero objeto — o rei quis contratar o serviço de Vatel e levá-lo para o Palácio de Versailles, ganhando sua posse num jogo de cartas, como um escravo — e nem reconhecia seu raro talento nem a sua humanidade. Sua morte foi tratada como uma tragédia nacional, principalmente depois que se soube que o peixe havia chegado e tudo não passava de um mal-entendido. O rei e a corte admiraram a sua atitude e continuaram os banquetes.
É importante acentuar que é controversa a atribuição da criação do creme chantilly à Vatel. Os confeiteiros da Casa dos Médicis, os mestres de Florença, onde se fez renascer a arte da gastronomia, já batiam cremes com batedores e juntavam açúcar e aromas.